# Związek Trzynastego Maja (Klub 13 Maja)
Związek Trzynastego Maja (Klub 13 Maja) – konspiracyjna organizacja młodzieży radykalnej powołana w 1936 roku.
Jej nazwa nawiązywała do daty śmierci marszałka Józefa Piłsudskiego. Organizatorami tej organizacji byli działacze Legionu Młodych: Józef Mrozowicki i Włodzimierz Bociański.  Jak donosiła ówczesna prasa ta nielegalna organizacja była „[…] założona przez młodych Piłsudczyków, pozostających w opozycji do akcji płk Adama Koca”. Koc dążył wówczas do zbliżenia sanacji z Narodową Demokracją i Ruchem Narodowo-Radykalnym „Falanga”.
Związek działał w środowisku młodzieżowym w różnych częściach Polski. Jej schemat organizacyjny był wzorowany na POW, a więc miał charakter militarny, na czele stał Komendant Główny i mianowani przezeń szefowie (dotychczas niezidentyfikowani). Obowiązywała w niej ścisła dyscyplina konspiracji, od wstępujących żądano złożenia przysięgi. Zadania i metody, jakimi chciała walczyć ta grupa, były adekwatne do możliwości, które stwarzało oparcie wśród młodzieży gimnazjalnej i uniwersyteckiej.
Założenie ideowe tej organizacji były następujące: „Cel nasz – to hasła, które rzuciła Wielka Rewolucja Francuska: Liberte, Egalite, Fraternite. Walczymy i walczyć będziemy w ich imię o wolność człowieka, o wolność słowa, pracy, religii, o demokrację. Żądamy Polski potężnej, potęgą prawdziwie wolnego kraju. Żądamy – i mieć Ją taką będziemy. Rzucimy oświatę na wieś, w szerokie rzesze robotnicze, a przez nią osiągniemy uświadomienie najbardziej wartościowych mas narodu polskiego. Damy pracę i chleb inteligentowi, gnębionemu codzienną twardą walką o byt, zdemoralizowanemu przez bandę donosicieli i karierowiczów na nim i na jego doli żerujących. Całemu narodowi chcemy dać w rękę prawo i obowiązek decydowania o swoim losie. Podejmiemy z powrotem porzucony przez część legionowego pokolenia huragan wolności. Przyszedł czas, aby dokończył on swego dzieła i wymiótł reszty śmieci zalegające nasz kraj. Będziemy walczyć nieubłaganie z anarchią, panoszącą się na ulicach naszych miast, dzięki popieraniu jej przez ministra Sprawiedliwości, Witolda Grabowskiego. Pamiętajmy, że pierwszym krokiem do celu jest wyrzucenie wszelkich brudów! Nie miejmy więc skrupułów wobec tych, którzy dziś walczą pod sztandarem ONR–u. Niech metody ich brutalne, chamskie i bandyckie nie trafiają na słowa, lecz na czyny. Trudno. Jest to smutna, lecz chwilowa racja stanu. To są chwasty, które wyplenić musimy z korzeniami. A jeśli przy tym trochę ziemi się naderwie – nie martwmy się tym! Ona wróci na swoje miejsce i zrodzi z siebie silny, rozłożysty dąb. Tym dębem będziemy my w prawdziwie wolnej Polsce. My, Najmłodsze Pokolenie Idziemy do Walki! Do Czynu! Stwarzamy Polskę człowieka i obywatela!”.
Organizacja ta miała za zadanie zwalczanie faszyzujących, totalitarnych grup, które zaczęły dominować w polskiej polityce, która coraz dalej odchodziła od idei Marszałka Piłsudskiego. Ze względu na swój tajny charakter nie zachowały się szczegóły jej organizacji i działań. Komendantem Głównym Związku został Józef Mrozowicki.
Jak pisze Kazimierz Koźniewski - „Zebrania odbywały się w klubie szachowym na ul. Koszykowej 11, w podwórzu na parterze. Okna były przesłonięte grubymi zasłonami, na stołach rozłożono szachownice. Ktoś ze starszych, może to był Bogdan Jaxa–Rożen [syn generała Władysława Jaxa–Rożna] analizował sytuację polityczną i wypowiadał gromkie słowa przeciw zaistniałym warunkom po śmierci Marszałka. Termin »kapitał« przeplatał się gęsto z hasłami »rewolucyjnymi« i postulatami o konieczności przemian, ale najczęściej używanym słowem było – Komendant. Prawie półmrok, lampy przy suficie, przy stołach uczniowie w mundurkach z tarczami, słuchający wprawdzie mówcy, ale jednocześnie z całą uwagą wpatrzeni w drzwi wejściowe. Każdy cień na podwórzu mroził serca, z mniejszą uwagą słuchało się wtedy mówcy, nie przerywającego bynajmniej swych wywodów: Lecz dziś Komendanta już nie ma. Dziś tylko z portretów patrzy na nas twarz tego, który był przedmiotem, był uosobieniem dla nas najwyższej wiary i miłości – jaką człowiek do człowieka żywić może; wiary, co niczego w swej miłości nie żąda, a wszystko dać pragnie. Bo myślę, że dla nas nie będzie już w świecie większego ukochania człowieczego ponad Marszałka”.
Ze Związkiem związany był klub „Parabumba”, jak pisze Andrzej Micewski: „Wielu bywalców tego klubu było członkami tajnej organizacji Józefa Mrozowickiego «Trzynastego Maja». Z «Parabumby» wyszło zaledwie parę wydań pisemka pod nazwą «Trzynasty Maja», w którym młode i naiwne pióra starały się zatrzymać lawinę zmian po śmierci Marszałka Piłsudskiego”.